# Schaufling
Schaufling là một đô thị ở huyện Deggendorf bang Bayern nước Đức. Đô thị Schaufling có diện tích 25,43 km², dân số thời điểm ngày 31 tháng 12 năm 2006 là 1493 người.